# 八王子八十八景
八王子八十八景（はちおうじはちじゅうはっけい）とは21世紀の八王子市にふさわしい景観を2000年（平成12年）から八王子八十八景選定事業として、公募・投票を経て2001年（平成13年）11月に選定されたものである。
みどり・公園の景、水辺の景、歴史・文化の景、まつり・行事の景、建築物の景、みち・まちかどの景に分かれている。

## 八王子八十八景一覧

### みどり・公園の景
| 番号 | 名称                         | 所在地       | 最寄り駅                                                                                 |
| ---- | ---------------------------- | ------------ | ---------------------------------------------------------------------------------------- |
| 1    | 一丁平                       | 南浅川町     | 京王高尾線 高尾山口駅などから徒歩                                                        |
| 2    | 今熊山                       | 上川町       | JR中央線 八王子駅などから西東京バス（「今熊山登山口」停留所）                            |
| 3    | 片倉城址公園                 | 片倉町       | JR横浜線 片倉駅・京王高尾線 京王片倉駅から徒歩                                           |
| 4    | 小宮公園                     | 暁町、大谷町 | 八王子駅などから西東京バス（「八王子郵便局」停留所）                                     |
| 5    | 清水公園                     | 犬目町       | 八王子駅などから西東京バス（「新清水橋」停留所）                                         |
| 6    | 陣馬山                       | 上恩方町     | JR中央線・京王高尾線 高尾駅から西東京バス（「陣馬高原下」停留所）                        |
| 7    | 田植え風景                   | 高月町       | 八王子駅などから西東京バス（「滝山城址下」停留所で降り乗り換え、「高月集会場前」停留所） |
| 8    | 高尾山                       | 高尾町       | 京王高尾線 高尾山口駅から徒歩                                                            |
| 9    | 高尾山のスギ並木             | 高尾町       | 京王高尾線 高尾山口駅から徒歩                                                            |
| 10   | 高尾梅郷                     | 高尾町       | 京王高尾線 高尾山口駅から徒歩                                                            |
| 11   | 高倉大根                     | 石川町       | JR八高線 小宮駅                                                                          |
| 12   | 滝山公園                     | 高月町       | 八王子駅などから西東京バス（「滝山城址下」停留所）                                       |
| 13   | 多摩御陵のケヤキ並木         | 長房町       | 高尾駅から京王バス（「御陵前」停留所）                                                   |
| 14   | 多摩森林科学園               | 廿里町       | 高尾駅から徒歩                                                                           |
| 15   | 田園風景                     | 上恩方町     | 高尾駅から西東京バス（「力石」停留所）                                                   |
| 16   | 栃谷戸公園                   | みなみ野     | JR横浜線 八王子みなみ野駅から徒歩                                                        |
| 17   | 長沼公園                     | 長沼町       | 京王線 長沼駅から徒歩                                                                    |
| 18   | 富士森公園                   | 台町         | 八王子駅などから京王バス（「富士森公園」停留所）                                         |
| 19   | 松木大石宗虎屋敷のサルスベリ | 松木         | 京王相模原線 南大沢駅などから京王バス（「由木中央小学校」停留所）                        |
| 20   | 夕やけ小やけふれあいの里     | 上恩方町     | 高尾駅から西東京バス（「夕焼小焼」停留所）                                               |
| 21   | 蓮生寺公園                   | 別所         | 京王相模原線 京王堀之内駅から徒歩                                                        |

### 水辺の景
| 番号 | 名称                     | 所在地       | 最寄り駅                                                  |
| ---- | ------------------------ | ------------ | --------------------------------------------------------- |
| 22   | 浅川の桜並木             |              | 八王子駅などから西東京バス（「八王子郵便局」停留所）      |
| 23   | 今熊大・金剛の滝         | 上川町       | 八王子駅などから西東京バス（「今熊山登山口」停留所）      |
| 24   | 北浅川の見どころ         | 上壱分方町   | 八王子駅などから西東京バス（「神戸」停留所）              |
| 25   | 城山・御主殿の滝         | 元八王子町   | 高尾駅から西東京バス（「霊園前」停留所）                  |
| 26   | 高尾山・琵琶滝           | 高尾町       | 京王高尾線 高尾山口駅から徒歩                             |
| 27   | 多摩川の景観（平の渡し） | 平町         | 八王子駅などから西東京バス（「宇津木台」停留所）          |
| 28   | 長池見附橋               | 別所         | 京王相模原線 南大沢駅などから京王バス（「見附橋」停留所） |
| 29   | 萩原橋                   | 元本郷町     | 八王子駅などから西東京バス（「平岡町」停留所）            |
| 30   | 南浅川橋                 | 長房町       | 高尾駅などから京王バス（「御陵前」停留所）                |
| 31   | 陵北大橋から             | 西寺方町など | 八王子駅などから西東京バス（「宝生寺団地入口」停留所）    |
| 31   | 六本杉公園湧水池         | 子安町       | 京王高尾線 京王片倉駅から徒歩                             |

### 歴史・文化の景

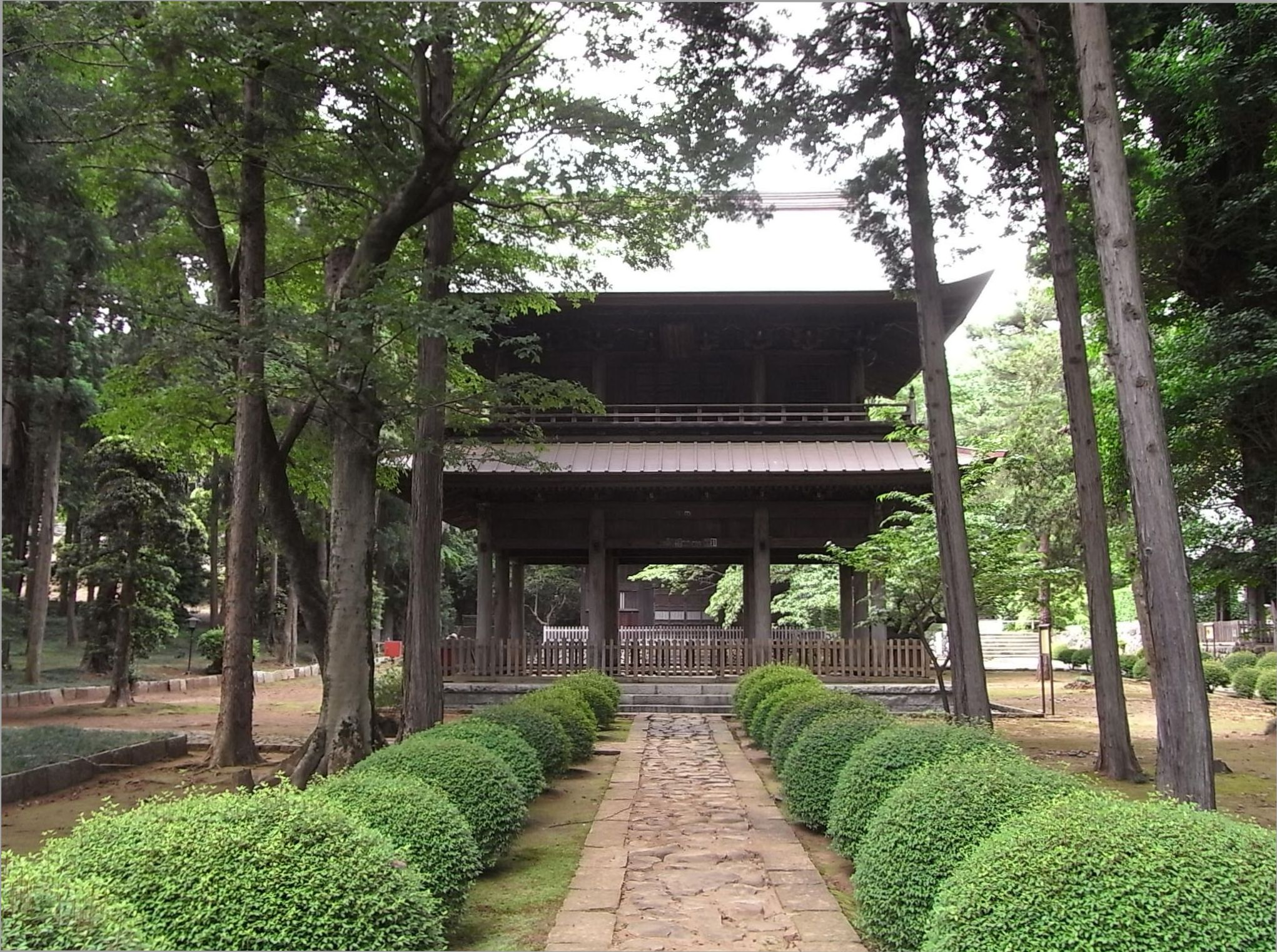
広園寺 三門

| 番号 | 名称                   | 所在地     | 最寄り駅                                                          |
| ---- | ---------------------- | ---------- | ----------------------------------------------------------------- |
| 33   | 安養寺                 | 犬目町     | 八王子駅などから西東京バス（「桜株」停留所）                      |
| 34   | 永林寺                 | 下柚木     | 京王相模原線 南大沢駅などから京王バス（「由木中央小学校」停留所） |
| 35   | 円通寺                 | 高月町     | 八王子駅などから西東京バス（「高月集会場前」停留所）              |
| 36   | 大久保石見守長安陣屋跡 | 小門町     | 八王子駅などから西東京バス（「織物組合」停留所）                  |
| 37   | 絹の道                 | 鑓水       | 京王相模原線 南大沢駅などから京王バス（「絹の道入口」停留所）     |
| 38   | 佳福寺                 | 戸吹町     | 八王子駅などから西東京バス（「戸吹」停留所）                      |
| 39   | 広園寺                 | 山田町     | 京王高尾線 山田駅から徒歩                                         |
| 40   | 極楽寺                 | 大横町     | 八王子駅などから西東京バス（「福祉会館」停留所）                  |
| 41   | 小仏関跡               | 裏高尾町   | 高尾駅から京王バス（「駒木野」停留所）                            |
| 42   | 子安神社から           | 明神町     | 京王線 京王八王子駅から徒歩                                       |
| 43   | 金剛院                 | 上野町     | 八王子駅などから京王バス（「市民会館」停留所）                    |
| 44   | 浄福寺                 | 下恩方町   | 八王子駅などから西東京バス（「恩方事務所」停留所）                |
| 45   | 真覚寺                 | 散田町     | 京王高尾線 めじろ台駅から徒歩                                     |
| 46   | 相即寺                 | 泉町       | 八王子駅などから西東京バス（「花川」停留所）                      |
| 47   | 高尾山薬王院           | 高尾町     | 京王高尾線 高尾山口駅から徒歩                                     |
| 48   | 多摩御陵               | 長房町など | 高尾駅から徒歩                                                    |
| 49   | 白山神社               | 中山       | 八王子駅などから京王バス（「白山神社」停留所）                    |
| 50   | 八王子車人形           | 下恩方町   | 高尾駅などから西東京バス（「松竹」停留所）                        |
| 51   | 八王子城跡             | 元八王子町 | 高尾駅などから西東京バス（「霊園前」停留所）                      |

- 広園寺 三門

### まつり・行事の景

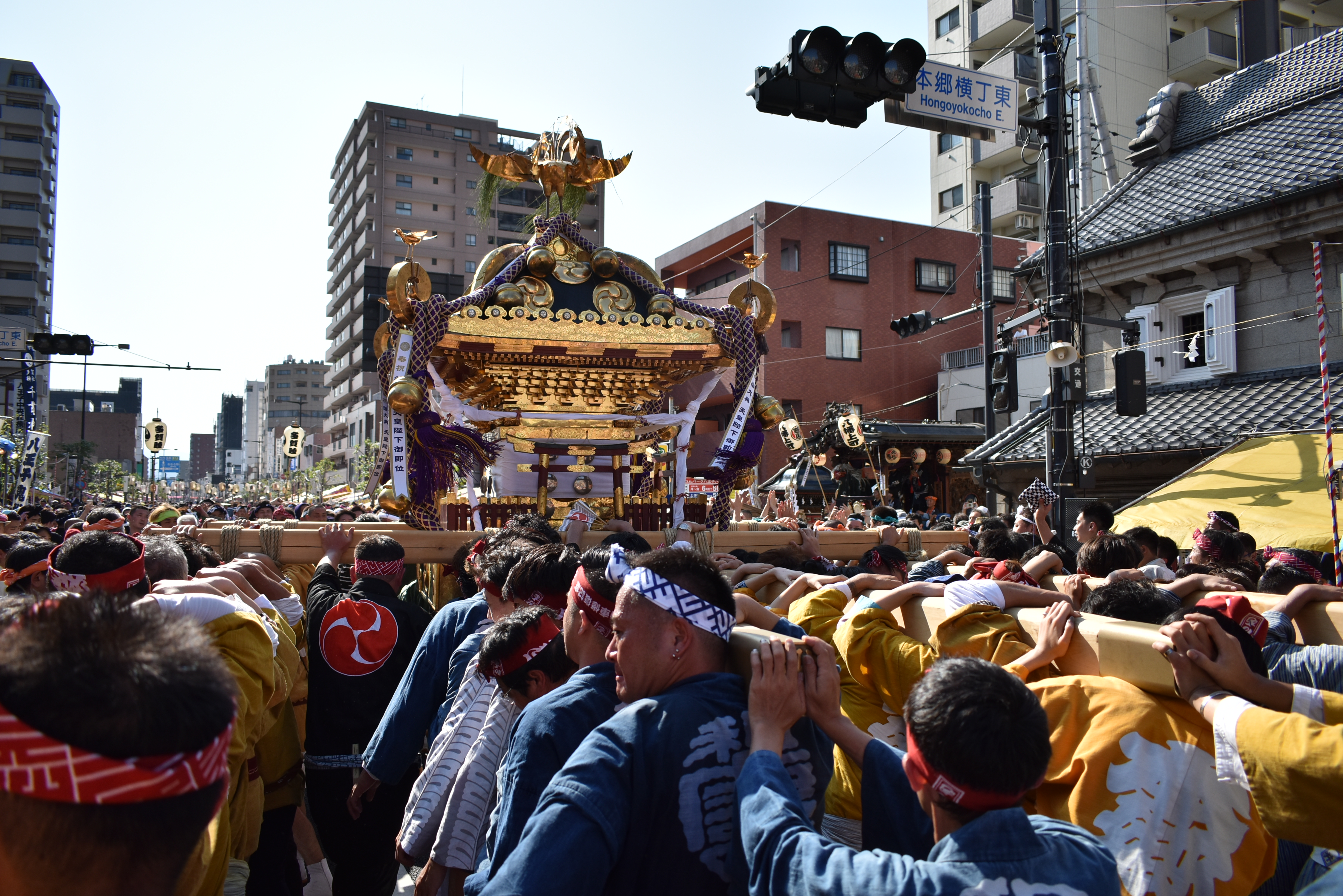
八王子まつり
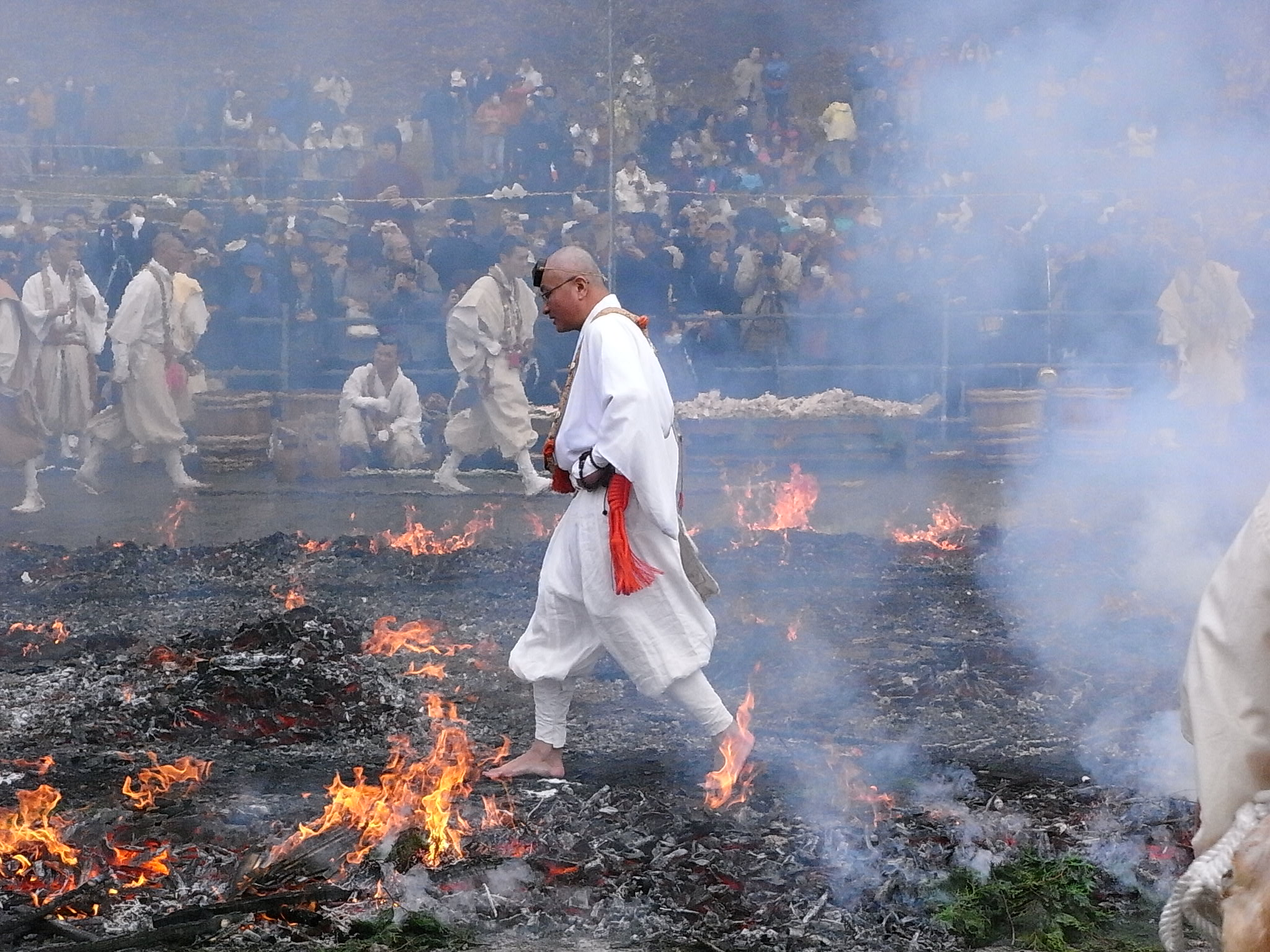
大火渡り祭

| 番号 | 名称               | 所在地                 | 最寄り駅                                         |
| ---- | ------------------ | ---------------------- | ------------------------------------------------ |
| 52   | 八王子いちょう祭り | 追分交差点〜小仏関所跡 |                                                  |
| 53   | お諏訪さま         | 諏訪町                 | 八王子駅などから西東京バス（「諏訪神社」停留所） |
| 54   | お酉さま           | 横山町                 | 八王子駅から徒歩                                 |
| 55   | しょうがまつり     | 新町                   | 八王子駅から徒歩                                 |
| 56   | 高尾山節分会       | 高尾町                 | 京王高尾線 高尾山口駅から徒歩                    |
| 57   | どんど焼き         | 陣馬高原下上案下町会   | 高尾駅から西東京バス（「陣馬高原下」停留所）     |
| 58   | 八王子まつり       |                        | 八王子駅から徒歩                                 |
| 59   | 百八灯             | 下恩方町               | 高尾駅などから西東京バス（「上川原宿」停留所）   |
| 60   | 火渡り祭           | 高尾町                 | 京王高尾線 高尾山口駅から徒歩                    |
| 61   | 南浅川の鯉のぼり   | 長房町                 | 高尾駅などから京王バス（「高尾警察署前」停留所） |

- 八王子まつり
- 大火渡り祭

### 建築物の景

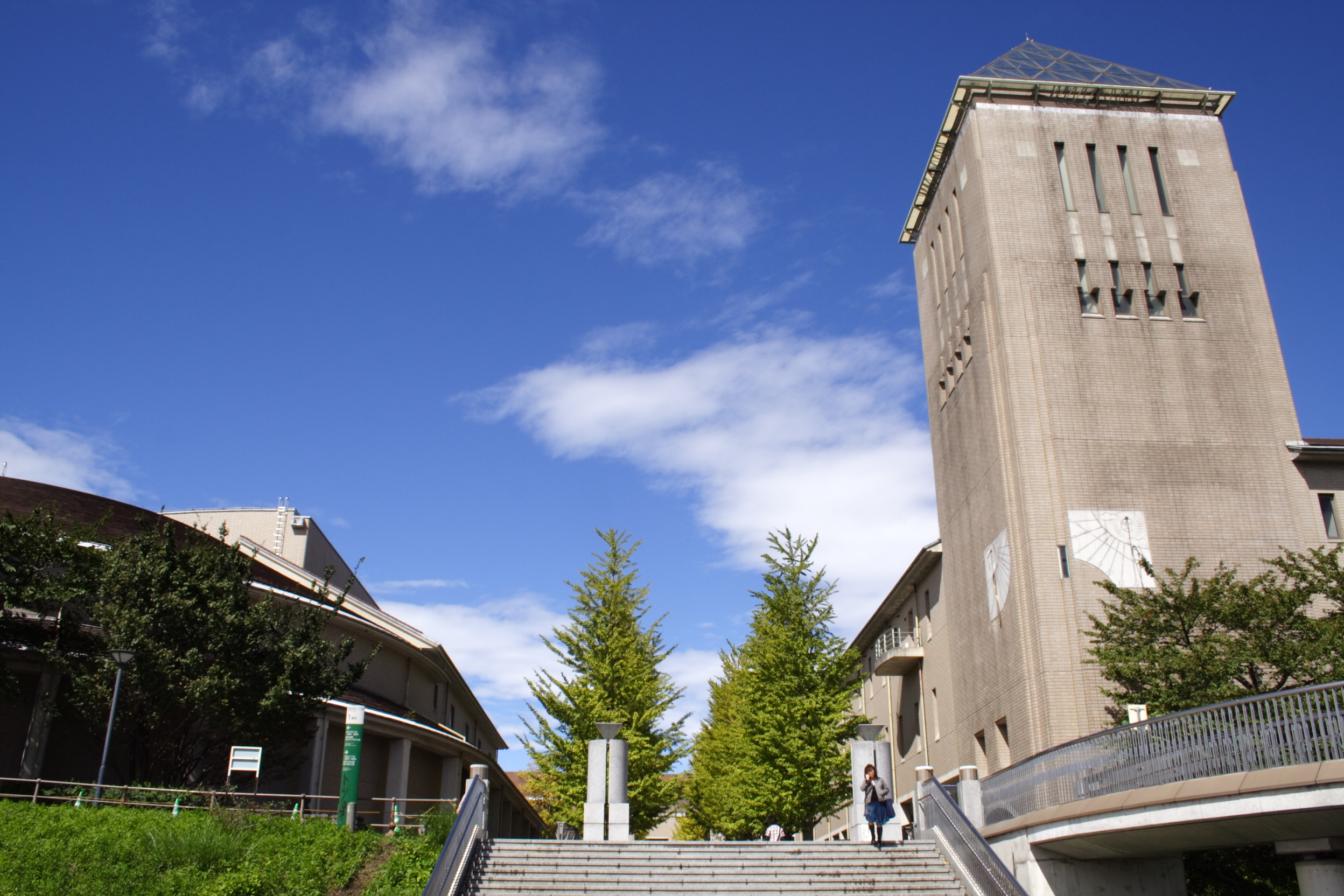
東京都立大学
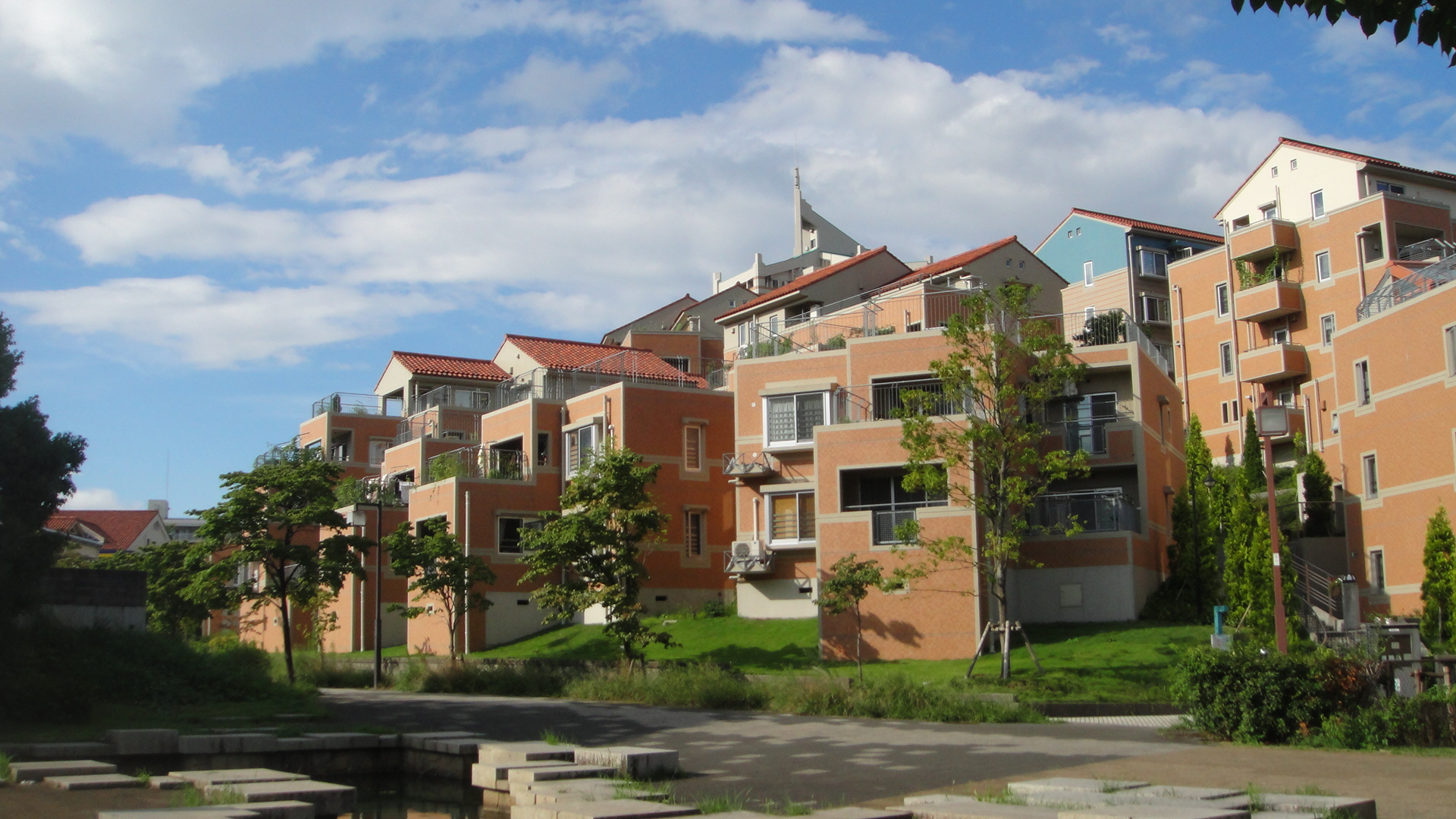
ベルコリーヌ南大沢

| 番号 | 名称                   | 所在地     | 最寄り駅                                                           |
| ---- | ---------------------- | ---------- | ------------------------------------------------------------------ |
| 62   | 小泉家屋敷             | 鑓水       | 京王相模原線 南大沢駅などから京王バス（「鑓水中央」停留所）        |
| 63   | 甲州街道の老舗         | 八幡町など | 八王子駅などから西東京バス（「織物組合」停留所）                   |
| 64   | サイエンスドーム八王子 | 大横町     | 八王子駅などから西東京バス（「福祉会館」停留所）                   |
| 65   | 下恩方の酒造場         | 下恩方町   | JR中央線 西八王子駅から西東京バス（「元木」停留所）                |
| 66   | スクエアビル           | 旭町       | 八王子駅                                                           |
| 67   | 創価大学               | 丹木町     | 八王子駅などから西東京バス（「創価大学正門東京富士美術館」停留所） |
| 68   | 大学セミナーハウス     | 下柚木     | 八王子駅などから京王バス（「野猿峠」停留所）                       |
| 69   | 高尾駅駅舎             | 高尾町     | 高尾駅                                                             |
| 70   | 高尾山麓の老舗         | 高尾町     | 京王高尾線 高尾山口駅から徒歩                                      |
| 71   | 中央大学               | 東中野     | 多摩都市モノレール 中央大学・明星大学駅から徒歩                    |
| 72   | 東京工科大学           | 片倉町     | JR横浜線 八王子みなみ野駅から京王バス（「東京工科大学前」停留所）  |
| 73   | 東京都立大学           | 南大沢     | 京王相模原線 南大沢駅から徒歩                                      |
| 74   | 東京薬科大学           | 堀之内     | 京王相模原線 京王堀之内駅から京王バス（「東京薬科大学」停留所）    |
| 75   | 八王子市役所           | 元本郷町   | 八王子駅などから西東京バス（「市役所入口・元本郷公園東」停留所）   |
| 76   | ベルコリーヌ南大沢     | 南大沢     | 京王相模原線 南大沢駅から徒歩                                      |
| 77   | みころも霊堂           | 狭間町     | 高尾駅から徒歩                                                     |
| 78   | やまゆり館             | 川口町     | 八王子駅などから西東京バス（「唐松」停留所）                       |

- 東京都立大学
- ベルコリーヌ南大沢

### みち・まちかどの景
| 番号 | 名称               | 所在地               | 最寄り駅                                           |
| ---- | ------------------ | -------------------- | -------------------------------------------------- |
| 79   | 桑並木通り         |                      | 八王子駅から徒歩                                   |
| 80   | 甲州街道           |                      |                                                    |
| 81   | 清滝駅前           | 高尾町               | 京王高尾線 高尾山口駅から徒歩・高尾登山電鉄 清滝駅 |
| 82   | 多摩都市モノレール | 松が谷・大塚・東中野 | 松が谷駅・大塚・帝京大学駅・中央大学・明星大学駅   |
| 83   | 中央自動車道       |                      |                                                    |
| 84   | 西放射線ユーロード | 旭町                 | 八王子駅から徒歩                                   |
| 85   | 八高線沿線         |                      |                                                    |
| 86   | マルベリーブリッジ | 旭町                 | 八王子駅から徒歩                                   |
| 87   | みずき通り         | 八日町               | 八王子駅から徒歩                                   |
| 88   | 輪舞橋             | 南大沢               | 京王相模原線 南大沢駅から徒歩                      |